# François Arnoul
François Arnoul est un religieux né à Laval (Mayenne) vers 1625. 
Dominicain, il est le chapelain d'Anne d'Autriche, régente de France.